# 司馬才章
司馬才章（?—?），唐朝魏州贵乡县（今河北省大名县北）人。
司馬才章的父亲司马烜，通晓《五经》，善于占卜纬候。司馬才章年轻时继承父的学业。隋朝末年为郡博士，唐朝贞观六年（632年），左仆射房玄龄推荐他，多次被唐太宗召问，擢升为国子助教，议论恰当，受到学者们的称赞。